# Road Rash II
Road Rash II (рус. Дорожное безумие 2) — видеоигра в жанре гонок на выживание, разработанная и изданная компанией Electronic Arts в 1992 году для игровой приставки Mega Drive/Genesis. Игра является сиквелом Road Rash.

## Игровой процесс
Игровой процесс игры остался прежним. Игрок должен пройти трассу быстрее соперников, попутно стараясь объезжать дорожный трафик, животных и другие препятствия. Сами гонщики могут использовать разное оружие для боя, прямо в процессе гонки. За победу игрок получает денежный приз.
По сравнению с предыдущей частью игра претерпела ряд технических изменений. Цвета стали более яркими. Спрайтовые модели были доработаны и стали более детализированными, анимация гонщиков стала плавнее. В игре улучшен звук. Также появились анимационные вставки после каждой гонки. Они различаются на четырe типа: в случае победы, в случае проигрыша, в случае повреждения мотоцикла, и в случае задержания полицией.
В саму игру было добавлено несколько нововведений. Одно из них — полиция. Полицейские на мотоцикле пытаются догнать гонщиков: как игрока, так и соперников. В случае поимки, необходимо заплатить штраф. Также настройки игры стали более гибкими. Можно изменить имя игрока, уровень, вводить коды. Также можно настраивать и совместную игру до пяти человек, причём каждый может выбрать себе своё оружие. Магазин теперь можно посещать когда угодно. В нём есть три класса мотоциклов: Ultra Light (рус. Ультра лёгкие), Super Bike (рус. Супербайк) и Nitro Class (рус. Нитро класс). Добавлен новый приём: мощный удар. Он распространяется как на простые удары кулаком, так и на удары с оружием.
В игре 5 уровней в каждой по 5 трасс. Дополнительный уровень можно открыть если вы прошли квалификацию на всех пяти треках уровня 5, вам предложат погонять на шестом уровне.
- Alaska (рус. Аляска)
- Hawaii (рус. Гавайи)
- Tennessee (рус. Теннесси)
- Arizona (рус. Аризона)
- Vermont (рус. Вермонт)

## Отзывы
Игра, также как и предшественник, получила высокие оценки. GameFan Magazine поставил игре оценку 93 %, назвав её «одной из самых весёлых и увлекательных игр, в которые доводилось поиграть». Рецензент сайта Sega-16 поставил игре 9 баллов из 10 возможных, назвав её «одной из самых эмоциональных игр». В Electronic Gaming Monthly поставили игре 78 %, однако отметив, что режим двух игроков в игре выполнен не совсем удачно.